# Phi Mã
Chòm sao Phi Mã 飛馬, (tiếng La Tinh: Pegasus) là một trong 48 chòm sao Ptolemy và cũng là một trong 88 chòm sao hiện đại, mang hình ảnh con ngựa bay.
Chòm sao này có diện tích 1121 độ vuông, nằm trên thiên cầu nam, chiếm vị trí thứ 7 trong danh sách các chòm sao theo diện tích.
Chòm sao Phi Mã nằm kề các chòm sao Tiên Nữ, Hiết Hổ, Thiên Nga, Hồ Ly, Hải Đồn, Tiểu Mã, Bảo Bình, Song Ngư.
|  |

## Tên gọi
Tên gọi của chòm sao được đặt từ thời Ptolemy (90 – 168) theo tên một con ngựa có cánh trong thần thoại Hy Lạp. Con ngựa này là Pegasus, con của yêu nữ tóc rắn Medusa và thần biển cả Posedon. Pegasus là con vật giúp người anh hùng Bellerophon lập những chiến công của anh.
|  |

## Thiên thể
Các thiên thể chủ yếu:

Sao đôi ε Peg và Sao biến đổi β Peg
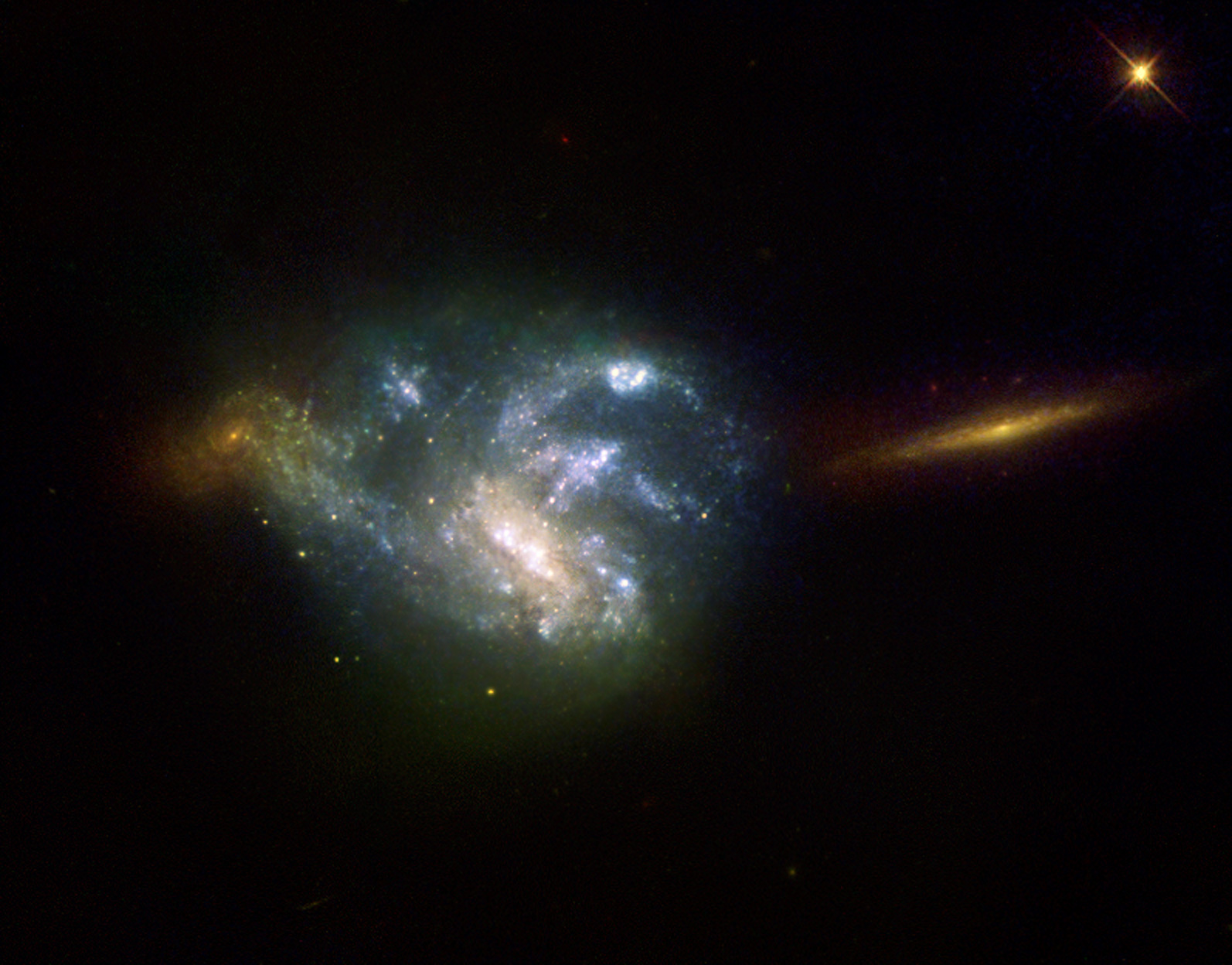
NGC 7673
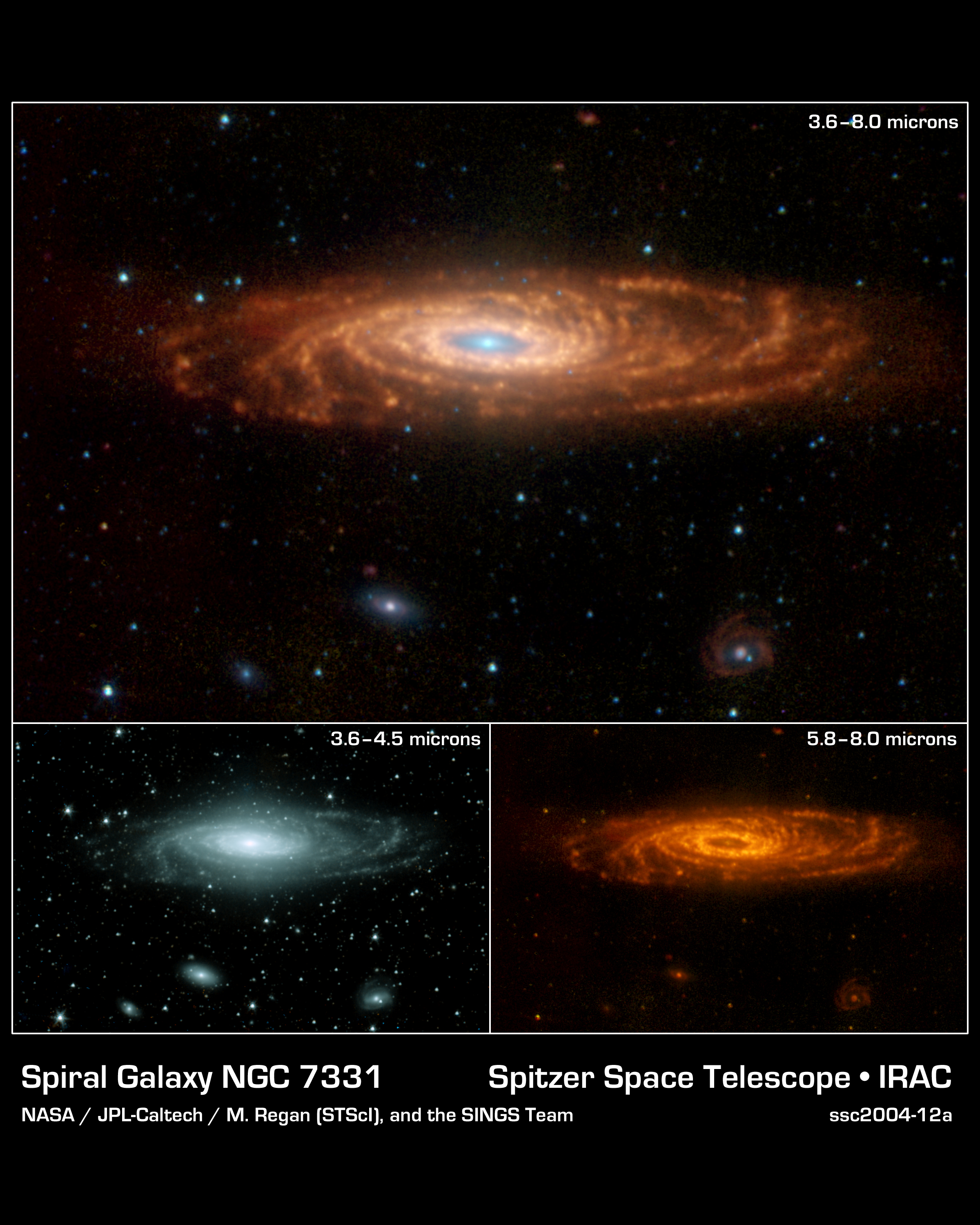
NGC 7331
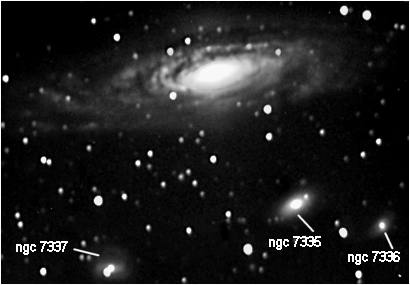
NGC 7331, 7335, 7336 và 7337
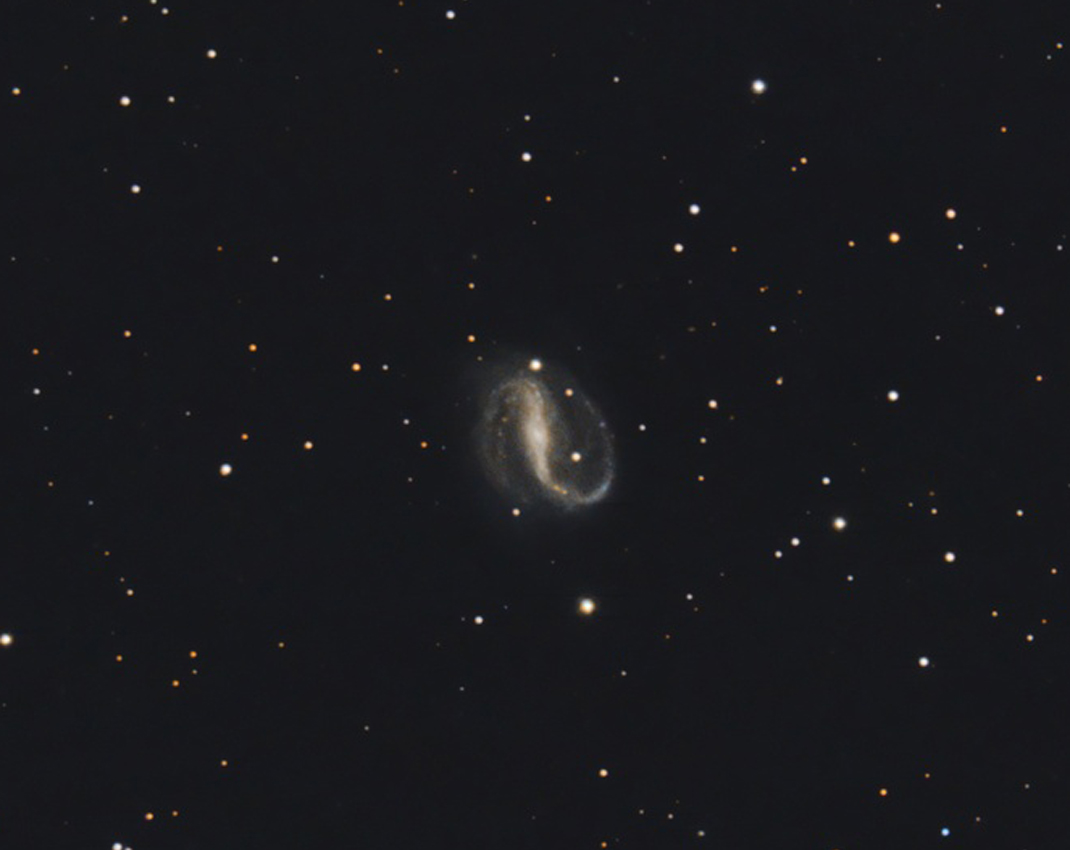
NGC 7479
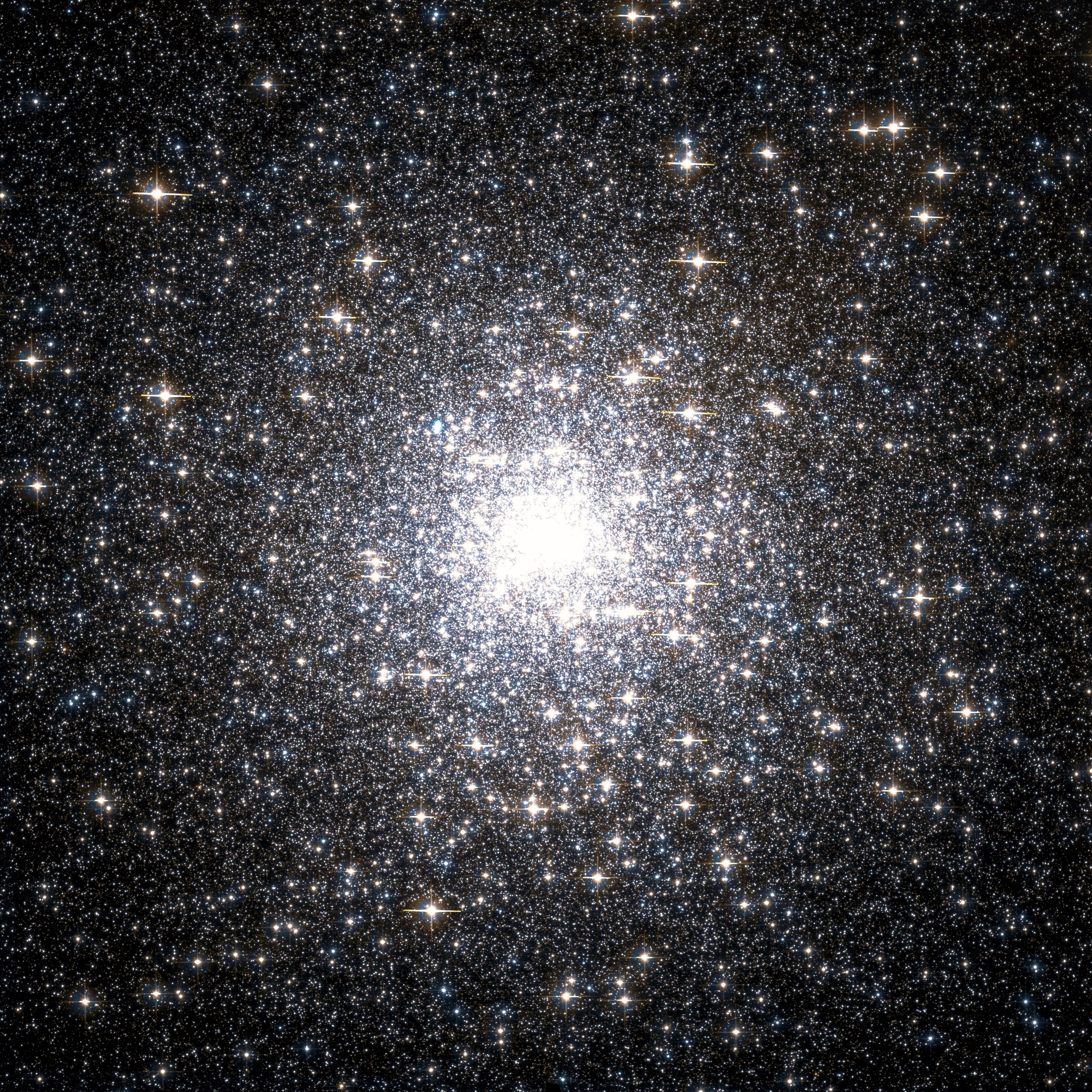
Cụm sao cầu Messier 15